# Géla Babluani
Géla Babluani (ur. 1979 w Tbilisi) – francuski reżyser filmowy i scenarzysta gruzińskiego pochodzenia.
Jest synem filmowca Temura Babluaniego. W wieku 17 lat zamieszkał we Francji. Debiutował w 2002 krótkometrażowym À fleur de peau. W 2005 wyreżyserował swój pierwszy pełny film, 13 Tzameti. Opowiada w nim historię gruzińskiego emigranta, dwudziestolatka przypadkowo wciągniętego w przestępczy półświatek i biorącego udział w turnieju rosyjskiej ruletki. W czarno białym obrazie główną rolę zagrał jego brat, George. Sensacyjny dramat na festiwalu w Sundance w 2006 zdobył nagrodę dla najlepszego dzieła zagranicznego. Kolejny film – L'Héritage – zrealizował wspólnie z ojcem.

## Reżyseria
- A` fleur de peau (2002, krótki metraż)
- 13 Tzameti (2005)
- L'Héritage (2006)
- 13 (2010)